# ドハクァボ・エッバ
ドハクァボ・エッバ（Dhaqabo Ebba、1852年? - 2015年5月10日）は、エチオピアの長寿の男性。ただし出生証明書における確認はない。口頭伝承の環境で育ったために、確固な証拠や証人は居ない。主張が事実であれば世界歴代最高齢の人物になる。インタビューでは、「私の仲間はもう誰も生きていない」と語っていた。
ある人物によると、その長寿の証拠は、地元の歴史に非常に精通していたことにあるという。例に、1895年のイタリア王国のエチオピア侵攻のことを覚えているという。